# Ратлин
Ра́тлин (англ. Rathlin, ирл. Reachlainn) — остров в Ирландском море, между побережьем Ирландии (10 км) и оконечностью полуострова Кинтайр (Шотландия) (25 км). Административно относится к Северной Ирландии (графство Антрим, округ Мойл). Единственный населённый пункт — посёлок Чёрч-Бэй, связанный с Балликаслом на ирландском побережье паромным сообщением.
Согласно Ольстерским анналам, Ратлин был местом первого набега викингов на Ирландию в 795 году. Позже, согласно легенде, здесь укрывался шотландский король Роберт Брюс. В 1575 году на острове Ратлин произошла резня шотландских беженцев клана Макдонелл, произведенная по указанию графа Эссекса.
Сегодня остров Ратлин входит в область выдающейся природной красоты «Побережье и долины Антрима». На острове расположены многочисленные гнездовья морских птиц, в частности моевок, атлантических тупиков и гагарок.
Диалект ирландского языка, распространённый ранее на острове Ратлин, являлся переходным между ирландским и шотландским языками.
На острове найдены захоронения эпохи бронзового века.